# Debian szabad szoftver irányelvek
A szabad szoftver olyan szoftver, amelyet a felhasználó tetszőleges céllal, tetszőleges kívánalmai szerint futtatathat, igénye szerint módosíthat, másolatait szabadon terjesztheti, módosítás esetén továbbterjesztheti.

## ADebianszabad szoftverekre vonatkozó irányelvek (Debian Free Software Guidelines – DFSG)

### 1. Szabad terjesztés
A Debian összetevőinek licence senkit sem korlátozhat abban, hogy a szoftvert különböző forrásokból származó programokból felépített szoftver-disztribúciók összetevőjeként eladja vagy továbbadja. Az ilyen jellegű eladásokra vonatkozóan a licenc semmiféle szabadalmi vagy egyéb díj megfizetését nem követelheti meg.

### 2. Forráskód
A programnak tartalmaznia kell a forráskódot, és a lefordított változat mellett engedélyeznie kell a forráskód terjesztését is.

### 3. Leszármazott munkák
A licencnek lehetővé kell tennie a módosításokat és leszármazott munkák készítését, és engedélyeznie ezek terjesztését az eredeti szoftver licencével megegyező licenc hatálya alatt.

### 4. A szerző forráskódjának sértetlensége
A licenc korlátozhatja a forráskód módosított formáinak terjesztését, de csak abban az esetben, ha emellett lehetővé teszi „patch fájlok” együttes terjesztését a forráskóddal, amelynek segítségével a program módosítása elvégezhető a fordítás során. A licencnek kifejezetten engedélyeznie kell a módosított forrásból összeállított szoftver terjesztését. A licenc megkövetelheti, hogy a leszármazott munkák neve vagy verziószáma az eredeti szoftverétől eltérjen. (Ez egy kompromisszum. A Debian csoport arra buzdít minden szerzőt, hogy ne korlátozzák se a forrás-, se a bináris fájlok módosítását.)

### 5. Mentesség a személyekkel vagy csoportokkal szembeni diszkriminációtól
A licenc semmilyen személlyel vagy csoporttal szemben nem alkalmazhat megkülönböztetést.

### 6. Mentesség a felhasználási területekkel szembeni diszkriminációtól
A licenc senkit nem korlátozhat abban, hogy a programot egy adott felhasználási területen alkalmazza. Például nem korlátozhatja egy adott program üzleti vagy génkutatásban való felhasználását.

### 7. Licenc terjesztése
A programra vonatkozó jogoknak úgy kell vonatkozniuk mindenkire, akik hozzájutnak a programhoz, hogy ne legyen szükség további licenc elfogadására.

### 8. A licenc nem lehet a Debianra jellemző
A programra vonatkozó jogok nem függhetnek attól, hogy a program a Debian része vagy sem. Ha a programot a Debian rendszertől elkülönítve használják fel vagy terjesztik, de ez a programlicencnek megfelelő módon történik, akkor a programhoz hozzájutók mindegyikének azonos jogokkal kell rendelkeznie azokhoz képest, akik a Debian rendszerrel együtt jutottak a programhoz.

### 9. A licenc nem érinthet más szoftvereket
A licenc nem tartalmazhat a licenc szoftverrel együtt szállított szoftverekre vonatkozó korlátozásokat. Például a licenc nem határozhatja meg, hogy a vele azonos adathordozón található programok mindegyikének szabad szoftvernek kell lennie.

### 10. Példalicencek
A „GPL”, a „BSD” és az „Artistic” licenceket „szabad” licencnek tekintjük.